# Isla Kurima
La isla Kurima o Kurema (en japonés: 来間島, Kurimajima) es una pequeña isla del grupo de islas Miyako perteneciente a la Prefectura de Okinawa al sur del país asiático de Japón. Está situada a 1,5 km al suroeste de la isla Miyako. Kurima tiene un área total de 2,9 km² y unos 200 habitantes, una población fuertemente decreciente como en muchas islas pequeñas. Tiene un puente de 1.690 m de largo que la conecta con la isla principal de Miyako-jima.
En la isla se cultiva la caña de azúcar y se trabaja con ganado.